# Хайме Нуно
Хайме Нуно Рока (ісп. Jaime Nunó Roca; 8 вересня 1824, Сан-Жоан-де-лес-Абадессес, провінція Жирона, Каталонія, Іспанія — 18 липня 1908, Нью-Йорк, США) — іспанський композитор і диригент, автор музики державного гімну Мексики.

## Життєпис

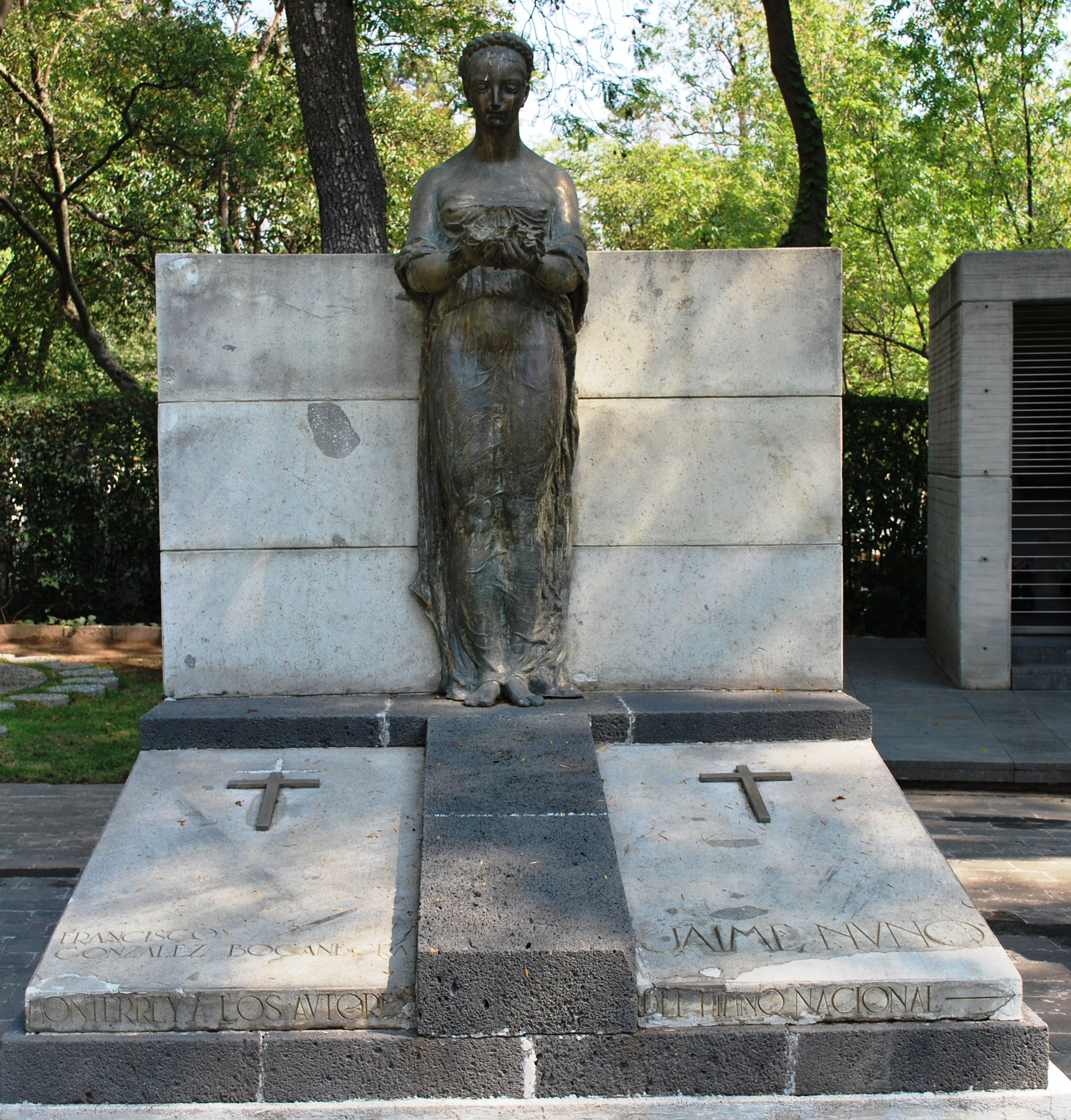
Могили авторів гімну Мексики поета Франсіско Гонсалеса Боканегра і композитора Хайме Нуно в Мехіко

Народився в бідній родині і був наймолодшим із семи дітей. У дев'ятирічному віці залишився повним сиротою. Виховувався в сім'ї дядька, торговця шовком у Барселоні, який оплатив музичну освіту племінника. Ще в дитячому віці був надзвичайно обдарованим у музиці, прийнятий у Барселонський собор, співав у хорі, незабаром став віртуозним солістом. Нуно провів у хорі собору сім років, де, крім співу, також грав на органі.
Отримавши спеціальну стипендію, продовжив навчання під керівництвом композитора Саверіо Меркаданте в Італії.
Повернувшись на батьківщину 1851 року Хайме Нуно був призначений директором Королівського військового оркестру Іспанії. Незабаром йому доручили організувати регіональні військові оркестри на Кубі, що була тоді іспанським володінням.
Зі своїм оркестром він вирушив на Кубу. Там Нуно подружився з Мануелем Кончею, губернатором і капітан-генералом Куби, який познайомив його з колишнім президентом Мексики Антоніо Лопесом де Санта-Анною, вигнаним із країни. Вони також подружилися, Хайме Нуно в усьому підтримував вигнанця.
Коли Антоніо де Санта-Анна повернувся до Мексики 1853 року, щоб знову зайняти пост президента, він запросив Хайме Нуно стати генеральним директором військових оркестрів Мексики. Його приїзд збігся з оголошенням конкурсу на створення мексиканського національного гімну. У квітні 1854 року став директором Національної консерваторії Мексики.
Після повалення президента Антоніо Лопеса де Санта-Анни Хайме Нуно емігрував спочатку до Гавани (Куба), а потім до США, де працював диригентом і оперним режисером, гастролював по штатах. Заснував музичну школу в Баффало.
Проживаючи в Нью-Йорку, він був 1901 році знайдений мексиканським журналістом. Коли ця новина досягла Мексики, чинний тоді президент Порфіріо Діас запропонував йому повернутися до Мексики, композитор прийняв запрошення. Повернувшись, він був зустрінутий з почестями у зв'язку з 50-річчям створення національного гімну Мексики, одним з авторів якого він був.
Помер у Нью-Йорку 18 липня 1908 року. 1942 року за вказівкою мексиканського уряду його останки ексгумували і поховали в Ротонді видатних діячів на території Цивільного пантеону жалоби у Мехіко поруч з поетом, автором тексту державного гімну Мексики Франсіско Гонсалесом Боканегрою.

## Історія створення гімну Мексики
1853 року президент Мексики Антоніо Лопес де Санта-Анна оголосив конкурс на створення віршів і музики державного гімну країни (окремо). Переможцем конкурсу на кращий текст став 29-річний поет Франсіско Гонсалес Боканегра. Тоді ж, було оголошено переможця в музичному конкурсі — італійського музиканта Джованні Боттезіні, який працював у цей час у Мексиці; однак музика Боттезіні викликала в багатьох відторгнення, і в правилах конкурсу було знайдений привід, щоб скасувати його результат. 1854 року було проведено повторний конкурс, який виграв іспанський диригент і композитор Хайме Нуно, якого було оголошено переможцем 12 серпня 1854 року.